# Sara Seppänen
Pour les articles homonymes, voir Seppänen.
Sara Seppänen (auparavant Tuisku le 29 août 1982 à Rovaniemi) est une femme politique finlandaise,,,.

## Biographie
Sara Seppänen a été élève du lycée d'Ounasvaara jusqu'en 2001.
Elle a été assistante scolaire à Rovaniemi en 2001-2002.
Sara Seppänen a obtenu une maîtrise en sciences de l'éducation de l'Université de Laponie en 2009.
De 2012 à 2023, elle a été enseignante à Rovaniemi.
En outre, Sara Seppänen a été chercheuse doctorante à l'Université de Laponie.
Sara Seppänen est mariée et a deux enfants nés de son premier mariage.

## Carrière politique
Avant de rejoindre le parti des Finlandais, Sara Tuisku, était membre du parti de la coalition nationale.
Sara Seppänen a été élue au conseil municipal de Rovaniemi sur la liste du parti de la coalition nationale pour la première fois lors des élections municipales finlandaises de 2017, où elle a obtenu 640 voix.
Sara Seppänen a été membre du conseil municipal de 2017 à 2019.
Elle a été candidate aux élections législatives finlandaises de 2015 sur la liste du parti de la coalition nationale mais, avec 2 211 voix, elle n'a pas été élue.
Lors des élections législatives finlandaises de 2019, Sara Seppänen a obtenu 2 216 voix sur la liste du parti de la coalition nationale et est arrivée en place de suppléante.
Sara Seppänen a rejoint le groupe du conseil municipal du parti des Finlandais en décembre 2020joulukuussa.
Lors des élections municipales finlandaises de 2021, Sara Seppänen était le porte-parole du parti des Finlandais à Rovaniemi et avec 775 voix elle a été réélue au conseil municipal  
Elle a été membre du conseil municipal de 2021 à 2023.
Sara Seppänen a été élu députée aux élections législatives finlandaises de 2023 avec 11 153 voix, ce qui était le plus grand nombre dans la circonscription de Laponie,.
Sa part des voix dans la circonscription de Laponie (11,4 %) était la deuxième plus grande part relative des voix du pays.
Seul la Première ministre Sanna Marin a obtenu un résultat plus élevé (11,5 %).